# 7Rosso
7Rosso è un gioco di carte ideato da Carl Chudyk e Chris Cieslik, versione in italiano dell'originale inglese Red7, tradotto anche in altre lingue tra le quali tedesco, russo e portoghese.

## Descrizione
Scopo del gioco è rimanere l'ultimo giocatore in gara scoprendo al proprio turno una carta dalla propria mano che consenta di essere in vantaggio, pena la perdita della partita. Il mazzo si compone di 49 carte nei 7 colori dell'arcobaleno (rosso, arancione, giallo, verde, blu, indaco, viola) numerate da 1 a 7 per ogni colore. Esistono due ordini di gerarchia, per valore e per colore: una carta dal valore più alto ne batte un'altra dal valore più basso; una carta rossa ne batte una arancione, che ne batte una gialla, e così via fino al viola. A parità di valore, il colore determina il vantaggio. Inoltre tutte le carte dello stesso colore hanno una regola che può essere giocata in modo da rimanere in vantaggio a fine turno.

### Regole
I giocatori ricevono 7 carte in mano più una scoperta che sarà la prima del loro set. Al centro del tavolo vengono posizionate le carte rimaste più la carta della regola base di inizio partita. Inizia il giocatore alla sinistra di chi ha ricevuto la carta scoperta in vantaggio.
Al proprio turno ogni giocatore deve calare una carta in modo da risultare in vantaggio alla fine della sua azione: essere in vantaggio significa che, se il gioco finisse una volta terminato il turno, il giocatore risulterebbe il vincitore. È possibile compiere una sola azione tra le seguenti quattro:
1. giocare una carta sul proprio set;
2. giocare una carta sul mazzo delle regole per cambiare la regola vigente;
3. giocare una carta sul proprio set e poi una carta sul mazzo delle regole;
4. non fare nulla e perdere. Il giocatore perde anche nel caso in cui non ha carte in mano all'inizio del turno, perché non può far nulla per diventare il vincente a fine turno.

Se il giocatore non riesce a giocare in modo da essere in vantaggio a fine turno, perde la partita.

### Versione avanzata
La versione avanzata prevede due regole ulteriori:
- se la carta giocata è più alta del numero totale delle carte del proprio set, è possibile pescare una carta dal tabellone;
- il vincitore di un round guadagna punti a seconda delle carte nel suo set che rispettano la regola vigente[2][3]

### Regola delle azioni
La regola delle azioni è opzionale ed è pensata per giocatori esperti. Tutte le carte dispari mostrano un simbolo che rappresenta un'azione aggiuntiva. Quando un 1, 3, 5 o 7 viene giocato nel proprio set, si deve effettuare l'azione se possibile - se l'azione della carta non consente di rimanere in vantaggio, non si può giocare tale carta.
- 7: il giocatore sceglie una carta dal proprio set e la sposta in cima al tallone oppure sul mazzo delle regole;
- 5: il giocatore cala un'altra carta nel proprio set;
- 3: il giocatore pesca una carta dal tallone;
- 1: il giocatore sceglie una carta da un set avversario e la sposta in cima al tallone. Non è possibile scegliere un set con meno carte del proprio.[2][3]